# Tidore (lud)
Tidore, czasami Todore (indonez. orang Tidore, suku Tidore) – indonezyjska grupa etniczna pochodząca z prowincji Moluki Północne, zamieszkująca m.in. wyspy Tidore i Mare. Ich populacja wynosi ok. 60–70 tys. osób, z czego połowa zamieszkuje wyspę Tidore. Należą do ludów północnohalmaherskich (spoza grupy ludów austronezyjskich).
Są blisko spokrewnieni z ludem Ternate, zarówno pod względem kulturowym, jak i językowym, ale obie grupy uważają się za etnicznie odrębne. Języki tidore i ternate są wzajemnie zrozumiałe. Posługują się także lokalnym malajskim, który często służy jako pierwszy język. W użyciu jest również język indonezyjski, zwłaszcza w sytuacjach oficjalnych i edukacji. Przynajmniej od XV w. mieli rozwiniętą tradycję literacką na bazie pisma arabskiego, przy czym w XX w. zaczęto stosować alfabet łaciński. Wyznają islam w odmianie sunnickiej, który stanowi element ich tożsamości etnicznej.
Do ok. 1250 r. wyspa Tidore miała być niezamieszkana. W XV w. zaczął rozprzestrzeniać się islam. Już przed przybyciem Europejczyków tworzyli dość złożone społeczeństwo, wykraczające poza organizację plemienną (jako nieliczni spośród ludów papuaskojęzycznych). Pod względem kulturowym i fizycznym są silnie związani z ludnością zachodniej Indonezji. Dominowali w Sułtanacie Tidore (XV–XX w.), którego wpływy objęły południe wyspy Halmahera. Wpływ sułtanatu dosięgnął również zachodniego wybrzeża Nowej Gwinei. Specjalizował się on w handlu goździkami. Dziś terytorium państwa Tidore wchodzi w skład Republiki Indonezji, a instytucje sułtanatu utrzymują się jedynie jako elementy folkloru.
Ich dorobek kulturowy kształtowały interakcje z różnymi kulturami, zarówno indonezyjskimi (w tym jawajską), jak i europejskimi (holenderską, portugalską). Podobnie jak Ternate rozwinęli tradycje morskie i żeglarskie. Historycznie uczestniczyli w szerzeniu islamu we wschodniej części archipelagu. W XVII w. prowadzili najazdy na inne wyspy (południowe Moluki, wyspy Sula, północne Sulawesi i wyspy Banggai), tzw. wyprawy hongi. Byli też zaangażowani w handel niewolnikami. Utrzymują bliższe kontakty z grupami etnicznymi Sangir (migranci z wysp Sangir-Talaud) i Tabaru (jeden z ludów Halmahery); ludność Tabaru, która osiedliła się na wyspie Tidore, przyjęła islam. Miejscowość Soa Sio (w południowo-wschodniej części wyspy), stanowiąca ośrodek handlu i administracji, odznacza się dużym odsetkiem ludności napływowej (Manado, Chińczycy i in.).
Równolegle z islamem występują silne wpływy tradycyjnych wierzeń. Istnieje praktyka małżeństw aranżowanych, aczkolwiek już w zaniku. Zdarza się poligynia. Lokalizacja małżeństwa różna – współmałżonkowie zamieszkują u rodziców żony lub męża (rzadziej). Tradycyjna organizacja społeczna opiera się na społeczności wiejskiej i soa, czyli patrylinearnych jednostkach pokrewieństwa. Współcześnie funkcjonuje model indonezyjski. Wsie na Tidore liczą od 200 do 5 tys. mieszkańców. Mają znaczącą populację miejską. Poza wyspą Tidore zamieszkują też wyspy Mare, Maitara, Moti (północny fragment), rejon nadbrzeżny Halmahery oraz grupy wysp Bacan i Obi, a także wyspy Sangir (Celebes Północny) i indonezyjską część Nowej Gwinei.
Zajmują się produkcją kopry, rolnictwem (rośliny okopowe: korzeniowe i bulwiaste, warzywa, ryż) i rybołówstwem. Niektórzy pracują w administracji. Ludność wiejska zajmuje się też hodowlą zwierząt, w tym drobiu i kóz. Podstawowymi składnikami diety są maniok i kukurydza, w mniejszym zakresie ryż. Pewne znaczenie mają też banany, kolokazja i słodkie ziemniaki. Mięso (z wyjątkiem ryb) spożywa się rzadko, warzywa również dość sporadycznie. Dawniej zasadniczą rolę odgrywało sago, które musiało być sprowadzane z zewnątrz. Do najważniejszych upraw dochodowych należą: palma kokosowa (w postaci kopry), goździki, gałka muszkatołowa, a także kakao. Rozwinięte rzemiosło (we wsi Toloa – kowalstwo i budowa łodzi, na wyspie Mare – garncarstwo); niektóre wsie specjalizują się w koszykarstwie lub obróbce metali. Historycznie byli regionalnymi dostawcami maczet, toporów i sprzętu do połowu ryb.

## Galeria

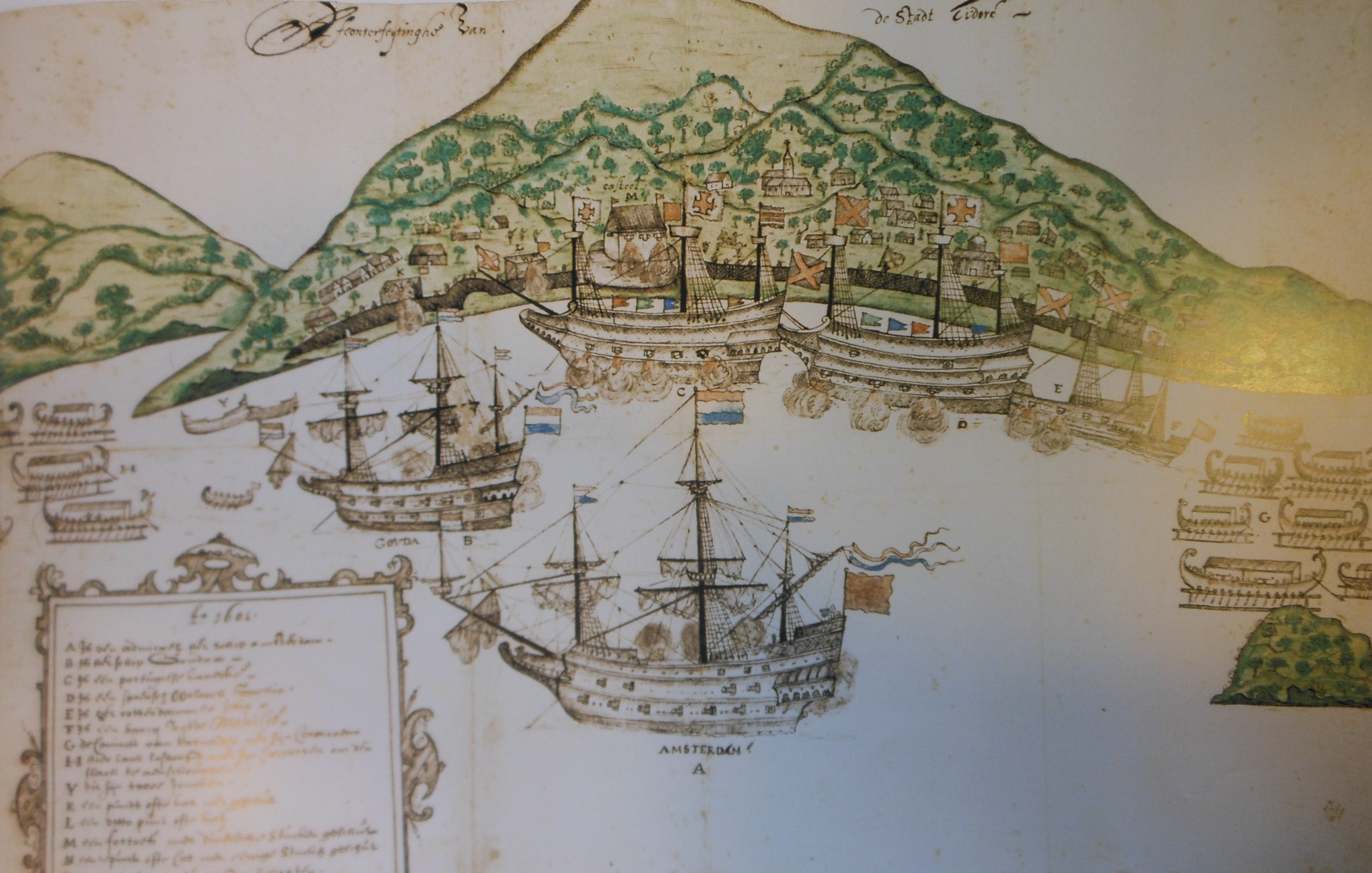
Wyspa Tidore w XVII wieku
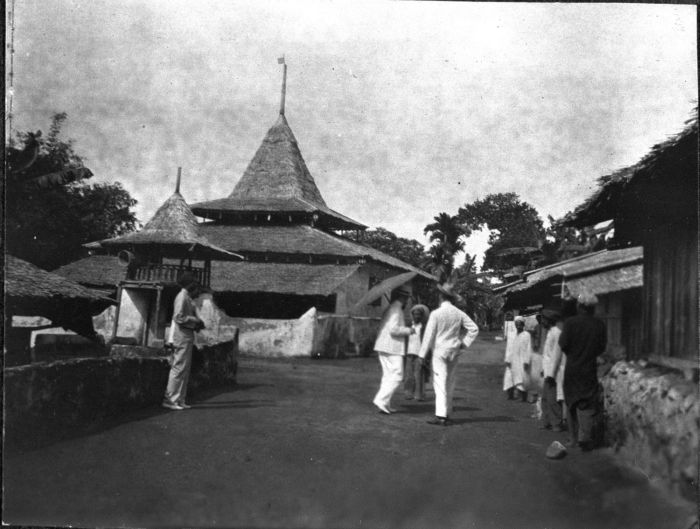
Meczet na wyspie Tidore lub Ternate
Domy na wybrzeżu Tidore
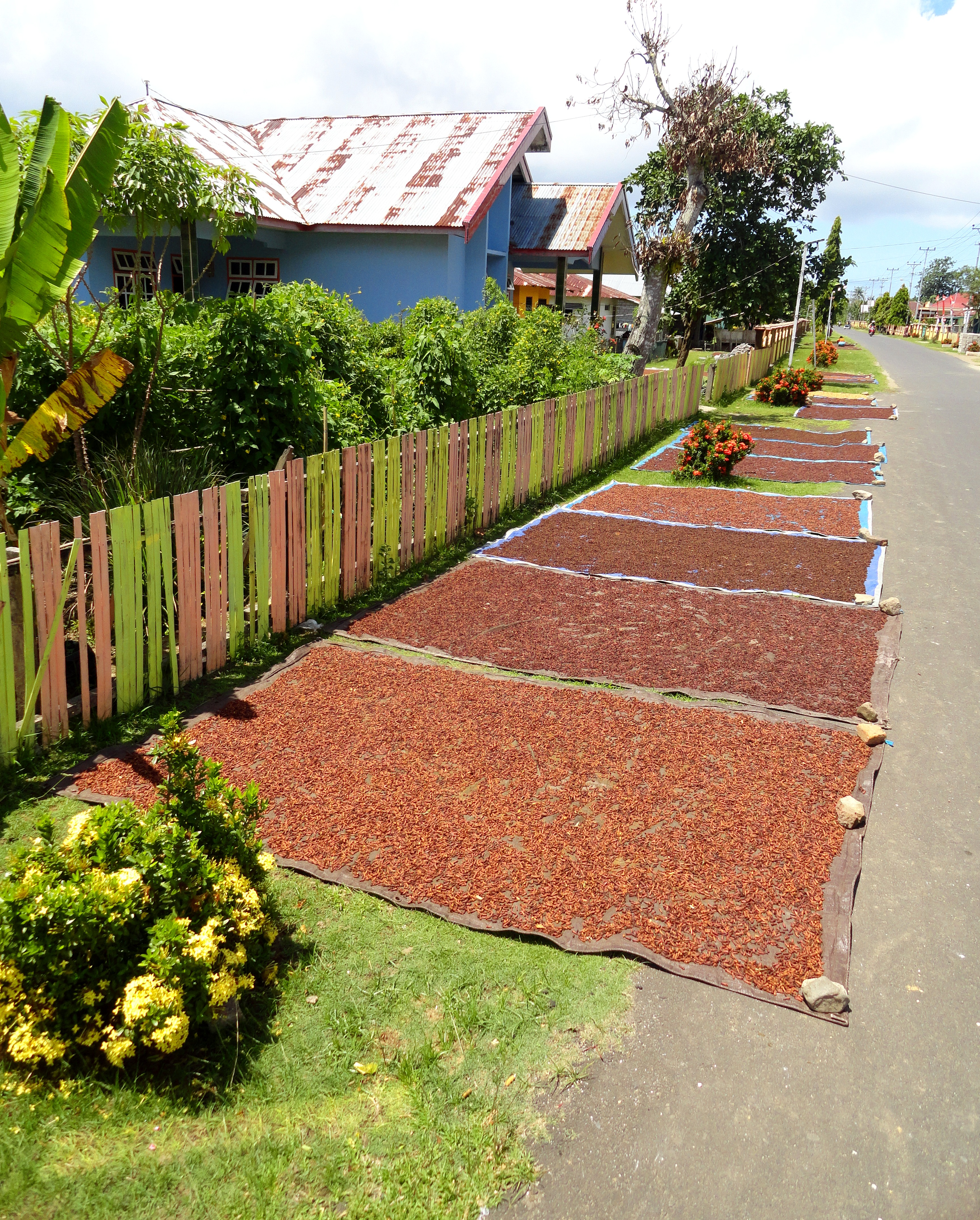
Wyspa Tidore (2014 r.)